# Gnomo

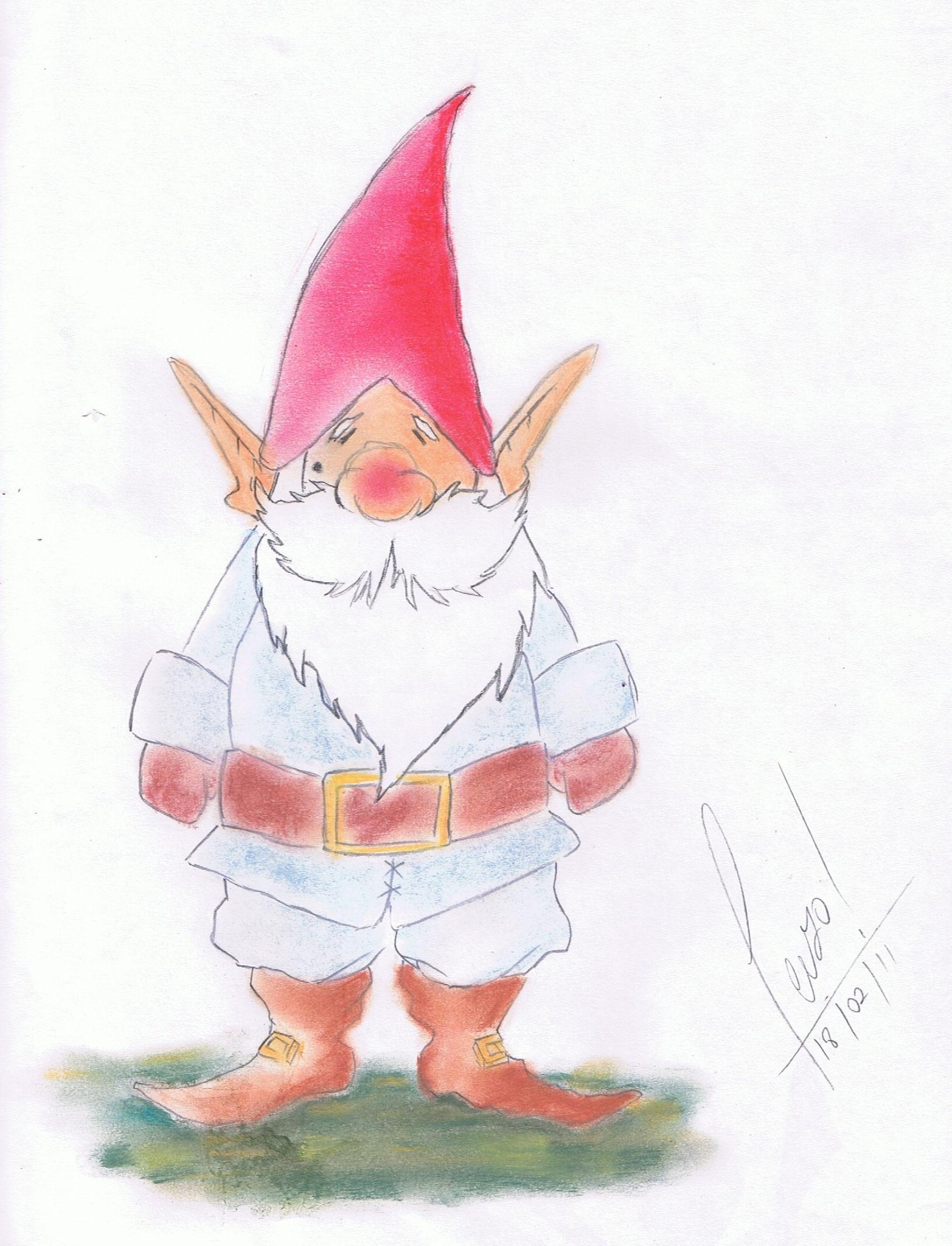
Gnomo de jardín (2011)

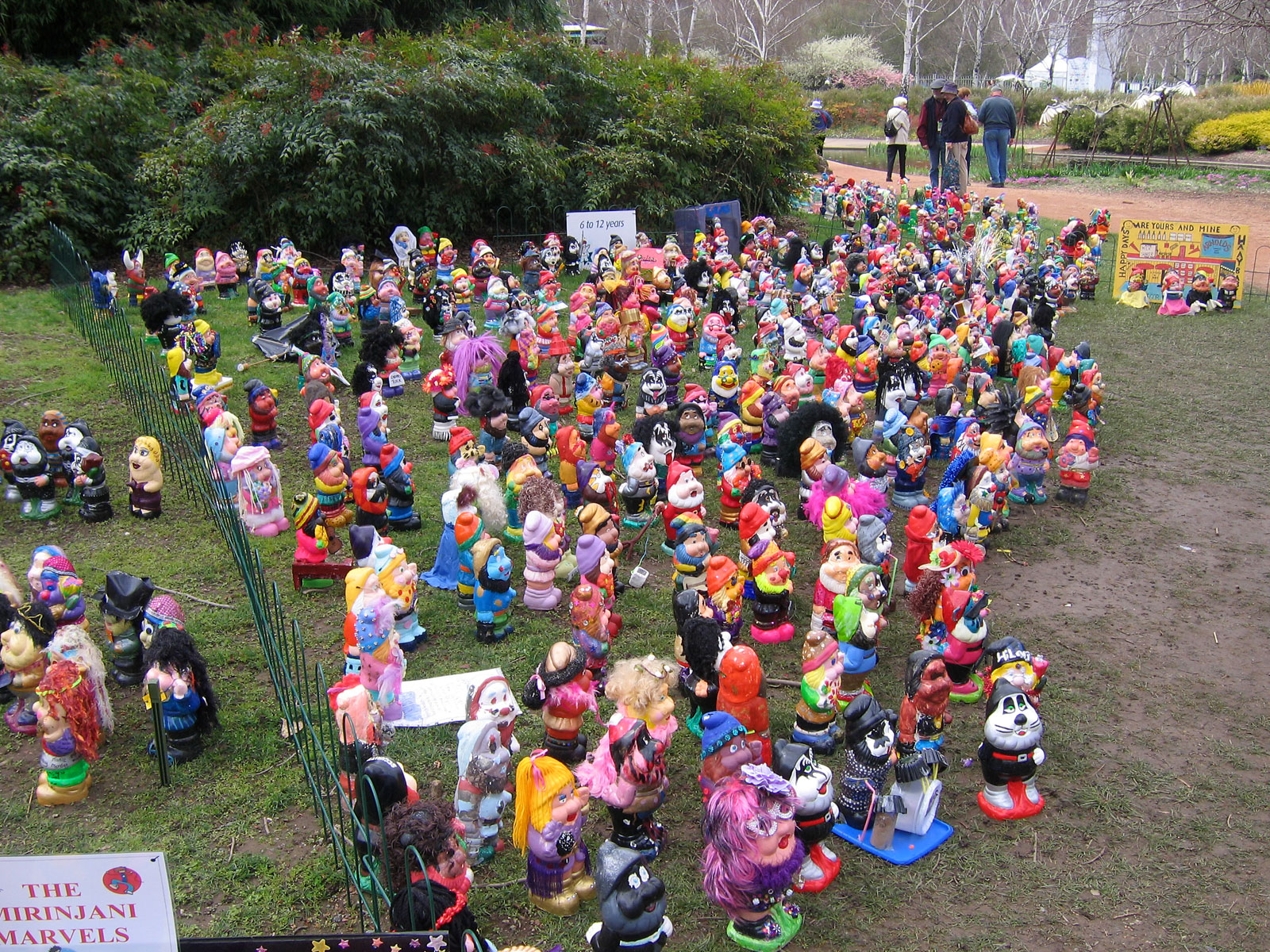
Diversidad de gnomos de jardín.

Logo de Wikipedia con la figura de un gnomo.

Según la mitología de Europa del Norte, los gnomos, nomos  son seres mitológicos elementales de la tierra en cuyas entrañas moran, trabajando en minas, custodiando tesoros subterráneos y cuidando de los metales y piedras preciosas. También se dice que les roban a las personas ambiciosas y con mucho dinero. Se les representa de pequeño tamaño y con apariencia humanoide.
Los gnomos forman un pueblo sobrenatural de seres muy pequeños e invisibles, dotados de singular astucia.
Son unos seres fantásticos que aparecen en cuentos, canciones, dibujos animados, etc. Suelen estar representados en cerámica en los jardines de algunas casas, predominando sobre todo en los países de Occidente.
Una gnómida es la mujer del gnomo, que al contrario de este, se suponía dotada de gran belleza.

## Etimología
La etimología del término no es clara. Para algunos proviene de la raíz griega gnosein, que significa ‘conocer’. Para otros, derivaría del griego genomós, que quiere decir ‘terrestre’.
Probablemente la palabra gnomo procede de una simple mala traducción en la que se unen la raíz del latín medieval gnomus y el verbo griego «conocer». También se deriva o es una equivocada traducción de una palabra griega que significa «del mar» o «procedente del mar», podría muy bien pensarse que significaba «de la tierra». De todos modos, el nombre resultante se empleó probablemente referido a una raza de gente menuda que se encuentra en las más remotas regiones del hemisferio norte y singularmente en los montes Cárpatos. Esta gente, hace ya muchos siglos, solían minar las canteras rocosas de las montañas y de ahí que la leyenda popular pudiera decir de ellas que en realidad habitaban en las entrañas de la tierra más bien que a la manera de los enanos o los aldaboneros. También se dice que estaban íntimamente relacionados con los lugares donde hay metales y piedras preciosas.
Sin embargo, es probable que la teoría más verosímil sea la de que la palabra gnomo vino a ser empleada en el idioma inglés a través de los escritos de Paracelso, el alquimista suizo del siglo XVI. A Paracelso se le ha considerado diversamente como un sabio, un mago y un pícaro, pero evidentemente al hombre no le cabía duda sobre sus facultades, pues se llamaba a sí mismo Paracelso para proclamar su superioridad sobre Aulius Cornelius Celsus, el autor de De medicina. Una de las obras de Paracelso, Liber de numphis, sylphis, pygmaeis et salamandris et caeteribus spiritibus, expone la teoría de la existencia de cuatro seres espirituales: los silfos del aire, las salamandras del fuego, las ninfas del agua y los pigmeos de la tierra. Como escribía en latín, también denominaba a los pigmeos «gnomi», cuyo singular es «gnomus». Los «gnomo» de Paracelso podían desplazarse libremente por la tierra como los peces por el agua o los pájaros por el aire. Sin embargo, se desconoce si él mismo creó la palabra gnomo o sencillamente la tomó de los escritos de un autor anterior.

## Origen de la leyenda
El término gnomus (en latín medieval) fue utilizado por el alquimista suizo Paracelso en su Líber de nymphis, sylphis, pygmaeis et salamdris, et de caeteribues spiritibus de 1566.
Los gnomos poseían la presciencia, conocían los secretos de la Tierra y eran el alma de ésta. Los cabalistas aseguraban que el aire, la tierra, el agua y el fuego se agitaban merced a los seres invisibles que animaban estos elementos. Según los cabalistas, el dios hebreo Yahvé asignó el imperio del fuego a la salamandra, el del aire a los silfos, el del agua a las ondinas y el de la tierra ―no en la superficie sino en el interior― a los gnomos. Estos moraban en las figuras metálicas del globo, en el interior de las grutas, llenas de estalactitas de maravilloso efecto. Eran los guardianes de las minas de oro y plata.
Los gnomos, aunque no pertenecen propiamente a la mitología sino a la superstición, recuerdan a los telquines y a los cabiros, genios que representan el trabajo en los metales adorados por los griegos en localidades de naturaleza volcánica. Sin embargo, los mitólogos nada han dicho hasta ahora que sepamos de que pudiese haber relación entre esos personajes míticos de Grecia y los gnomos. Estos se repartieron con la filosofía pitagórica por todo el globo y aunque sufrieron varias modificaciones, según se fueron acomodando a las distintas culturas de los pueblos, siempre conservaron el carácter de dueños del imperio de la tierra y de guardianes de sus minas. La estatura de estos pequeños genios iba en progresión descendente hasta la más diminuta.

### Otro origen

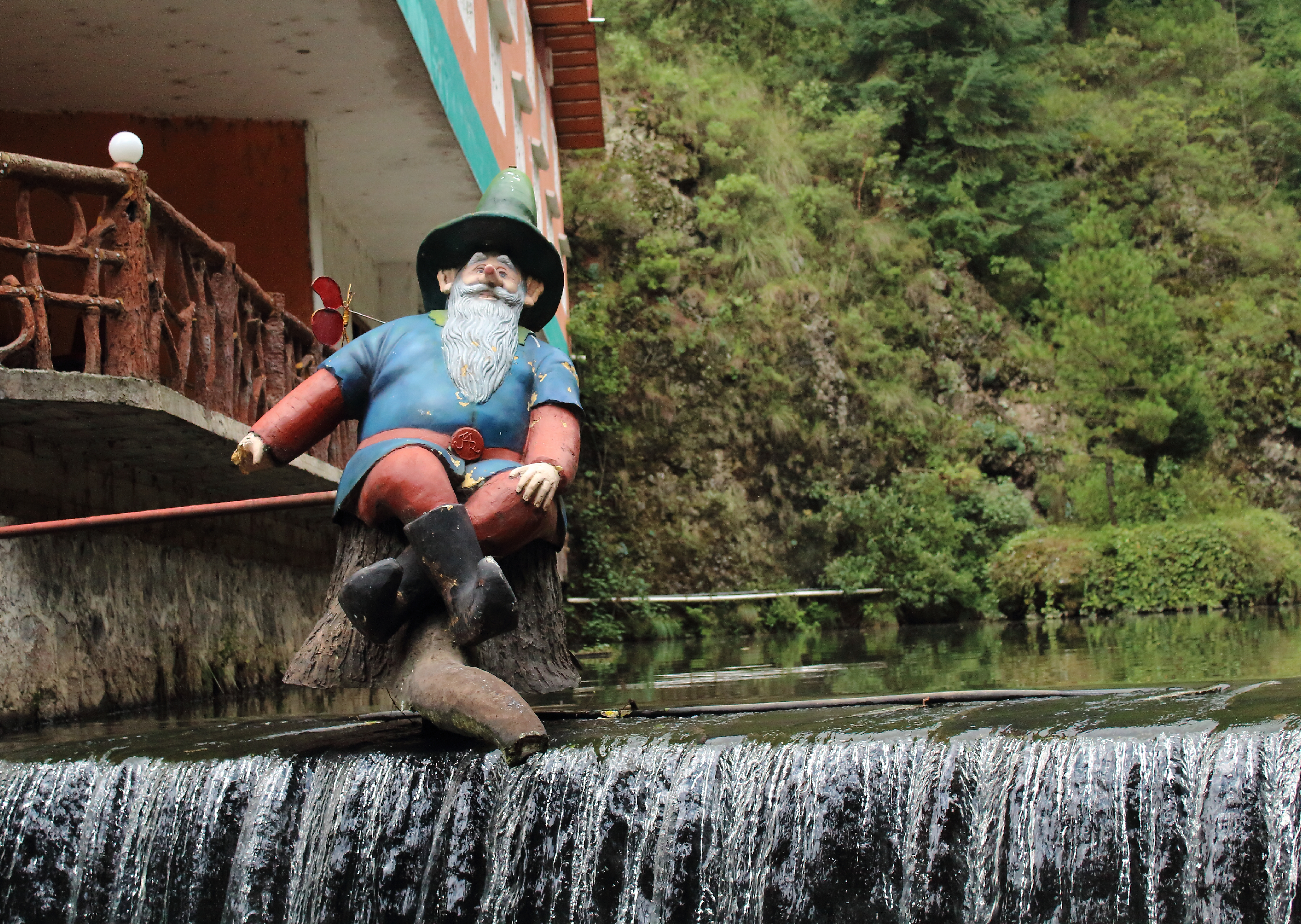
Gnomo a las afueras de un restaurante en Toluca, México.

En el año 1200 un noruego llamado Frederik Ugarph encontró una escultura de madera en la casa de un pescador pobre en Trondheim. Frederik Ugarph le compró la escultura, hecha de una madera muy dura, más fuerte que el roble, y con una altura de 15 cm (sin contar con el pedestal). En la base estaba escrito Nisse, riktig storrelse, que significa ‘gnomo, estatura real’.[cita requerida]

## Los gnomos y la filosofía
El pueblo de los gnomos se acomoda al sistema de René Descartes en cuanto a la inteligencia de los brutos. Según dicho filósofo, la vida, la facultad de moverse y trasladarse de un punto a otro y hasta los mismos apetitos de los animales, no son otra cosa que el efecto de una actividad que se agita por cierto tiempo como un reloj insensible. De igual modo, los cabalistas pretendían que todas las bestias, desde el mastodonte hasta los seres microscópicos, estaban animados por gnomos. De aquí que el cartesianismo dijera que en cada árbol, en cada planta y en cada flor vivía un gnomo y que cuando un vegetal moría era porque el gnomo se había ido de él. Cada gnomo se hacía, según su preferencia, elefante, cóndor, pájaro, mosca, etc.

## Los gnomos y la música
Además de un extraordinario oído musical los gnomos fabrican sus propios instrumentos musicales inimaginables. No desdeñan los creados por los humanos, sino que los hacen a su manera. Estos son algunos ejemplos de sus instrumentos preferidos: el violín de ocho cuerdas, la flauta travesera, el timbal, la trompa o corno francés, el arpa de boca, la crota (arpa) con la que acompañan sus canciones.

## Cuentos populares
Es tradicional que los gnomos hagan acto de presencia en los cuentos populares. Un ejemplo es el cuento Riquete, el del copete, en el que una princesa encuentra en el bosque al rey de los gnomos: Riquete; al regresar al mismo sitio oyó bajo sus pies ruido de preparativos, la tierra se abrió y pudo contemplar a los gnomos que preparaban el banquete con su poco agraciado rey.
También se atribuía a los gnomos una gran afición a las ciencias mágicas y a la adivinación, así como lo refleja el cuento de Rumpelstiltskin, en el que un gnomo propone una adivinanza: averiguar su nombre.
Algunos gnomos que pueblan los cuentos tradicionales son:
- Gnomo del bosque en Chile.
- Tom-tittot en Inglaterra.
- Whuppity Stoorie en Escocia.
- Trasgo en España
- Winterkoble en Hungría.
- Hruzimugeli en Austria.
- Tomte en Suecia.
- Gilitrutt en Islandia.
- Rumpelstiltskin o Rumpelstilzchen en Alemania.
- Gelitrunsen en Holanda.
- Gnomengren en Argentina.
- Enano o duende de jardín en Uruguay.
- Pombero duende de Paraguay

## Los gnomos y los videojuegos
En el juego World of Warcraft, los gnomos son unas criaturas humanoides, de pequeña estatura y de increíble intelecto, superando por amplio margen a los humanos. No son muy hábiles para pelear, por lo cual construyen todo tipo de armas de fuego y robot para su defensa. Pertenecen a la Alianza y son los una de las criaturas más astutas del universo warcraft, junto con los goblin y los draenei.